# 山神町
山神町（やまがみまち）は、愛知県碧南市の地名。現行行政地名は山神町一丁目から山神町八丁目。

## 地理
碧南市北西部に位置する。西は明石町、南は浅間町、北は松江町・相生町にそれぞれ接する。

## 歴史

### 町名の由来
旧字名に由来するという。

### 沿革
- 太平洋戦争中に公娼街の衣浦荘が発足し、1956年（昭和31年）に温泉街・歓楽街の衣浦温泉に転換した[6]。
- 1958年（昭和33年）から1962年（昭和37年）まで映画館の浜劇があった[7]。
- 1976年（昭和51年） - 碧南市の旧新川町域および港一番町の各一部により、同市山神町として成立する。

## 世帯数と人口
2019年（令和元年）7月31日現在の世帯数と人口は以下の通りである。
| 丁目         | 世帯数  | 人口  |
| ------------ | ------- | ----- |
| 山神町一丁目 | 41世帯  | 109人 |
| 山神町二丁目 | 22世帯  | 60人  |
| 山神町三丁目 | 34世帯  | 88人  |
| 山神町四丁目 | 61世帯  | 179人 |
| 山神町五丁目 | 45世帯  | 132人 |
| 山神町六丁目 | 38世帯  | 109人 |
| 山神町七丁目 | 46世帯  | 105人 |
| 山神町八丁目 | 57世帯  | 142人 |
| 計           | 344世帯 | 924人 |

### 人口の変遷
国勢調査による人口の推移
| 1995年（平成7年）  | 1,102人 | [ 8 ]  |  |
| 2000年（平成12年） | 1,012人 | [ 9 ]  |  |
| 2005年（平成17年） | 952人   | [ 10 ] |  |
| 2010年（平成22年） | 903人   | [ 11 ] |  |
| 2015年（平成27年） | 933人   | [ 12 ] |  |

## 学区
市立小・中学校に通う場合、学区は以下の通りとなる。
| 丁目         | 番・番地等 | 小学校             | 中学校             |
| ------------ | ---------- | ------------------ | ------------------ |
| 山神町一丁目 | 全域       | 碧南市立新川小学校 | 碧南市立新川中学校 |
| 山神町二丁目 | 全域       | 碧南市立新川小学校 | 碧南市立新川中学校 |
| 山神町三丁目 | 全域       | 碧南市立新川小学校 | 碧南市立新川中学校 |
| 山神町四丁目 | 全域       | 碧南市立新川小学校 | 碧南市立新川中学校 |
| 山神町五丁目 | 全域       | 碧南市立新川小学校 | 碧南市立新川中学校 |
| 山神町六丁目 | 全域       | 碧南市立新川小学校 | 碧南市立新川中学校 |
| 山神町七丁目 | 全域       | 碧南市立新川小学校 | 碧南市立新川中学校 |
| 山神町八丁目 | 全域       | 碧南市立新川小学校 | 碧南市立新川中学校 |

## その他

### 日本郵便
- 郵便番号 : 447-0869[3]（集配局：碧南郵便局[14]）。